# 定點球
定點球是（英語：Set piece）指在足球比賽中一些將球靜止放在地上發的球，又稱死球。發定點球時，對方球員要離球至少十碼，不得干擾發球。常見的定點球有角球、球門球、点球等。